# Roșești
Roșești falu Romániában, Erdélyben, Fehér megyében.

## Fekvése
Costeşti közelében fekvő település.

## Története
Roşeşti korábban Costeşti része volt, 1956 körül vált külön településsé, ekkor 231 lakosa volt.
1966-ban 151, 1977-ben 114, 1992-ben 65, 2002-ben pedig 50 román lakosa volt.